# Поршур-Тукля
Поршур-Тукля (удм. Поршур) — деревня в Увинском районе Удмуртии, входит в Поршур-Туклинское сельское поселение. Находится в 12 км к северу от посёлка Ува и в 69 км к северо-западу от Ижевска.
Ближайшая железнодорожная станция расположена в посёлке Ува. По территории сельского поселения проходят автодорога федерального значения Ува—Селты и местного значения Старая Тукля – Темкино. 
На территории деревни проходят 15 улиц:
40 лет Победы Улица     427251
Восточная Улица     427251
Заречная Улица     427251
Купанча Урам улица   427251
Лесная Улица     427251
Лазаревская улица   427251
Лудзильская Улица     427251
Микрорайон Улица     427251
Нагорная Улица     427251
Пислегина Улица     427251
Советская Улица     427251
Федуловская Улица   427251 
Школьная Улица     427251
Шушминская Улица     427251
Яскинская Улица   427251